# Bengt Hurtig
Bengt Valter Hurtig, född 7 juli 1939 i Ludvika, död 9 juli 2010 i Piteå, var en svensk politiker (vänsterpartist), som var riksdagsledamot 1989–1998 för Norrbottens läns valkrets. 1995 blev han en av de första ledamöterna i Europaparlamentet från Sverige, valda av riksdagen, fram till allmänt val till Europaparlamentet hållits i Sverige.
Hurtig, som var filosofie magister och civilingenjör, verkade som gymnasielärare i Piteå.
Hurtig ifrågasatte även privilegier som ledamöter inom EU hade på hans tid. Han avslöjade att man som ledamot i EU fick reseersättning baserat på avståndet och inte den faktiska biljettkostnaden. Några år därefter avskaffades detta privilegium. Han påpekade även att man som EU-parlamentariker en gång om året fick köpa skattefri alkohol. Även detta avskaffades. Bengt Hurtig är begravd på Piteå kyrkogård.